# La Course by Le Tour de France
La Course by Le Tour de France era una corsa in linea femminile di ciclismo su strada che si disputava annualmente in Francia. Creata nel 2014, dal 2016 è inserita nel calendario del Women's World Tour come prova di classe 1.WWT, mentre in precedenza era parte del calendario internazionale femminile UCI in qualità di gara di classe 1.1.
Organizzata da Amaury Sport Organisation, tra il 2014 ed il 2016 si è svolta a Parigi lo stesso giorno della tappa conclusiva del Tour de France maschile, concludendosi sul medesimo traguardo degli Champs-Élysées. Dal 2017 al 2018 si è svolta invece sulle Alpi, nel 2017 sul Colle dell'Izoard, sul percorso della diciottesima tappa della gara maschile, e nel 2018 a Le Grand-Bornand, sul percorso della decima frazione. Nel 2019 si è svolta sui Pirenei, intorno a Pau, ripercorrendo il percorso della tredicesima tappa della Grande Boucle maschile.

## Albo d'oro
Aggiornato all'edizione 2021.
| Anno | Vincitrice           | Seconda               | Terza                  |
| ---- | -------------------- | --------------------- | ---------------------- |
| 2014 | Marianne Vos         | Kirsten Wild          | Leah Kirchmann         |
| 2015 | Anna van der Breggen | Jolien D'Hoore        | Amy Pieters            |
| 2016 | Chloe Hosking        | Lotta Lepistö         | Marianne Vos           |
| 2017 | Annemiek van Vleuten | Elizabeth Deignan     | Elisa Longo Borghini   |
| 2018 | Annemiek van Vleuten | Anna van der Breggen  | Ashleigh Moolman-Pasio |
| 2019 | Marianne Vos         | Leah Kirchmann        | Cecilie Uttrup Ludwig  |
| 2020 | Elizabeth Deignan    | Marianne Vos          | Demi Vollering         |
| 2021 | Demi Vollering       | Cecilie Uttrup Ludwig | Marianne Vos           |